# Dillaz
Dillaz, pseudonimo di André Filipe Chapelas Neto (Alcabideche, 5 maggio 1991), è un rapper e produttore discografico portoghese.

## Biografia
Pubblica i suoi primi mixtape tra il 2011 e il 2012, e guadagna notorietà nel 2014, con l'uscita dell'EP Cria actividade, che lo posiziona tra gli artisti più promettenti dell'hip hop portoghese. Il 26 maggio 2016 pubblica il suo primo album in studio, dal titolo Reflexo, scritto e prodotto dal rapper stesso, che ottiene un buoni risultati commerciali.
Il suo secondo album, Oitavo céu, viene reso disponibile nell'aprile 2022, confermando la sua posizione di artista di spicco nel panorama hip hop nazionale. Il 16 febbraio 2024 è la volta del terzo album O próprio, contenente collaborazioni con Julinho Ksd, Zeca, Tiwi e Plutónio. L'album ottene un notevole successo, raggiungendo la prima posizione della classifica portoghese, e stabilendo il record di album portoghese più ascoltato di sempre nelle 24 ore successive alla propria uscita su Spotify.

## Discografia

### Album in studio
- 2016 – Reflexo
- 2022 – Oitavo céu
- 2024 – O próprio

### Mixtape
- 2011 – Sagrada família vol. 1
- 2012 – Sagrada família vol. 2

### EP
- 2014 – Cria actividade (con Spliff)